# Khakhea
Khakhea est une ville du Botswana.